# Quận Upson, Georgia
Quận Upson là một quận trong tiểu bang Georgia, Hoa Kỳ. Quận lỵ đóng ở thành phố Thomaston. Theo điều tra dân số năm 2010 của Cục điều tra dân số Hoa Kỳ, quận có dân số 27.153 người.